# Бијеле Воде (Какањ)
Бијеле Воде су насељено мјесто у Босни и Херцеговини, у општини Какањ, које административно припада Федерацији Босне и Херцеговине. Према попису становништва из 2013. у насељу је живио 161 становник.

## Становништво
| Демографија | Демографија | Демографија |
| Година      | Становника  | Становника  |
| ----------- | ----------- | ----------- |
| 1961.       | 423         |             |
| 1971.       | 443         |             |
| 1981.       | 352         |             |
| 1991.       | 287         |             |
| 2013.       | 161         |             |